# العلاقات الجورجية الليبيرية
العلاقات الجورجية الليبيرية هي العلاقات الثنائية التي تجمع بين جورجيا وليبيريا.

## مقارنة بين البلدين
هذه مقارنة عامة ومرجعية للدولتين:
| وجه المقارنة                                              | جورجيا                          | ليبيريا      |
| --------------------------------------------------------- | ------------------------------- | ------------ |
| المساحة (كم2)                                             | 69.70 ألف                       | 111.37 ألف   |
| عدد السكان (نسمة)                                         | 3.72 مليون                      | 4.73 مليون   |
| الكثافة السكانية (ن./كم²)                                 | 53.37                           | 42.47        |
| العاصمة                                                   | تبليسي، كوتايسي                 | مونروفيا     |
| اللغة الرسمية                                             | اللغة الجورجية، اللغة الأبخازية | لغة إنجليزية |
| العملة                                                    | لاري جورجي                      | دولار ليبيري |
| الناتج المحلي الإجمالي (بليون دولار)                      | 15.16 مليار                     | 2.16 مليار   |
| الناتج المحلي الإجمالي (تعادل القوة الشرائية) بليون دولار | 35.68 مليار                     | 3.76 مليار   |
| الناتج المحلي الإجمالي الاسمي للفرد دولار أمريكي          | 3.79 ألف                        | 455          |
| الناتج المحلي الإجمالي للفرد دولار أمريكي                 |                                 | 842          |
| مؤشر التنمية البشرية                                      | 0.754                           | 0.430        |
| رمز المكالمات الدولي                                      | +995                            | +231         |
| رمز الإنترنت                                              | .ge، .გე ‏                       | .lr          |
| المنطقة الزمنية                                           | ت ع م+04:00                     | 00           |

## منظمات دولية مشتركة
يشترك البلدان في عضوية مجموعة من المنظمات الدولية، منها:
| علم المنظمة | اسم المنظمة                   | تاريخ انضمام جورجيا | تاريخ انضمام ليبيريا |
| ----------- | ----------------------------- | ------------------- | -------------------- |
|             | مؤسسة التنمية الدولية         | 31 أغسطس 1993       | 28 مارس 1962         |
|             | البنك الدولي للإنشاء والتعمير | 7 أغسطس 1992        | 28 مارس 1962         |
|             | الاتحاد البريدي العالمي       | ?                   | ?                    |
|             | يونسكو                        | 7 أكتوبر 1992       | 6 مارس 1947          |
|             | مؤسسة التمويل الدولية         | 29 يونيو 1995       | 28 مارس 1962         |
|             | الأمم المتحدة                 | 31 يوليو 1992       | 2 نوفمبر 1945        |
|             | الاتحاد الدولي للاتصالات      | 7 يناير 1993        | 10 أكتوبر 1927       |

## وصلات خارجية
- موقع وزارة الخارجية الجورجية
- موقع وزارة الخارجية الليبيرية